# Viking Grace
Le Viking Grace est un cruise-ferry de la compagnie finlandaise Viking Line. Construit par les chantiers STX Finland de Turku entre 2012 et 2013, il est le premier navire d'envergure commandé par l'armateur finlandais depuis 1989 mais également le premier cruise-ferry au monde à être équipé de moteurs hybrides alimentés en partie au gaz naturel liquéfié. Il navigue depuis janvier 2013 sur les liaisons reliant la Finlande, les îles Åland et la Suède sur l'axe Turku - Mariehamn - Stockholm.

## Histoire

### Origines
À l'approche des années 2010, la compagnie Viking Line est plus que jamais prête à aborder la nouvelle décennie. Si les vingt dernières années ont été particulièrement difficiles pour l'entreprise, celle-ci se remettant alors progressivement de la crise l'ayant touchée dans les années 1990 en raison de la faillite d'un de ses actionnaires historiques et de la cession d'une partie de sa flotte, dont la plupart de ses plus grands cruise-ferries, la compagnie aux bateaux rouges est parvenue miraculeusement, grâce à la qualité de son service et à la fidélité de sa clientèle, à se maintenir sur les liaisons de la mer Baltique face à ses concurrents. L'étape la plus importante sera toutefois franchie en 2008 lorsque sera aligné entre la Finlande et l'Estonie le ferry semi-rapide Viking XPRS, première commande de navire neuf passée par l'armateur depuis 1989. Fort du succès de son dernier-né, qui a permis à Viking Line d'augmenter considérablement son trafic sur l'axe finno-estonien, la direction envisage alors d'opérer le renouvellement de la flotte en service sur la liaison phare de la compagnie reliant Turku, l'archipel d'Åland et Stockholm. Assurée depuis la fin des années 1980 par les sister-ships Amorella et Isabella, cette ligne est alors largement dominée par le concurrent historique Silja Line qui y emploie notamment le gigantesque cruise-ferry Silja Europa, qui constituait par ailleurs la dernière commande de cruise-ferry de Viking Line en 1989 mais qui n'avait pas pu être réceptionné en raison des importants problèmes financiers du commanditaire, la société suédoise Rederi Ab Slite, l'un des actionnaires historiques, ce qui avait abouti à sa disparition et à l'affrètement du navire à Silja. C'est dans ce contexte particulier et l'optique de renouer avec son succès d'antan que Viking Line se lance dans la conception d'un nouveau navire.
En janvier 2010, la compagnie annonce officiellement être en négociations avec neuf chantiers navals en vue de la réalisation de son futur navire. C'est également à cette occasion que la direction donne des indications sur ses dimensions, il s'agira d'un navire bien plus imposant que ses prédécesseurs, ce qui nécessitera l'agrandissement des terminaux à Turku et à Stockholm. Par ailleurs, Viking Line émet aussi la possibilité que sa nouvelle unité expérimente une propulsion hybride au gaz naturel liquéfié (GNL). En 2009 déjà, la direction s'était rapprochée de l'entreprise finlandaise Gasum, spécialisée dans le GNL, pour l'utiliser comme carburant pour le nouveau navire. Dans cette optique, la construction d'un terminal d'approvisionnement à Naantali ou à Turku est alors mis à l'étude. La compagnie, privilégiant la réalisation du navire en Finlande, en l'occurrence par les chantiers STX Finland de Turku, s'était heurtée à un prix prohibitif mais aussi au carnet de commande du constructeur qui s'affaire à cette époque à la réalisation du navire de croisières géant Allure of the Seas. Afin de régler la problématique du financement, Viking Line tente de bénéficier d'aides de la part de l'État finlandais.
Le 25 octobre, Viking Line et les chantiers STX Finland signent une lettre d'intention. La seule condition pour que la commande soit passée est alors que les pouvoirs publics acceptent de financer une partie de la construction du navire. Malgré cela, l'armateur définit déjà son futur fleuron dans ses grandes lignes. Avec 220 mètres de long pour 30 mètres de large, ses dimensions sont très proches de celles du Silja Europa. Sa ressemblance avec son aîné se traduit également par des lignes modernes et élégantes ainsi que son architecture générale lui conférant une silhouette très massive. Situés dans les parties les plus hautes, les aménagements intérieurs sont alors annoncés comme étant les plus confortables de la mer Baltique avec un soin particulier apporté à la qualité ainsi qu'à la décoration correspondant aux goûts de l'époque. À l'instar de ce qui avait été fait pour l'ex-Europa, ces installations offriront une vue imprenable sur la mer grâce à une importante surface vitrée courant tout le long du navire. Symbolisant le renouveau de Viking Line après des années marquées par une période difficile, les premières esquisses du navire le montrent paré d'une toute nouvelle livrée intégrant une vaguelette blanche sur la coque rouge caractéristique de l'armateur. Mais la principale innovation du navire réside dans la volonté de Viking Line de le doter d'une propulsion hybride au GNL afin de limiter son impact environnemental. C'est sur cette caractéristique que la compagnie va s'appuyer afin de toucher des subventions du gouvernement finlandais. Séduit par le projet, le ministère des transports fixe le 21 décembre un montant de 28 millions d'euros d'aide publique dont Viking Line ne pourra cependant bénéficier que lorsque le navire sera inscrit sur les registres maritimes. C'est ainsi que le lendemain 22 décembre, la contrat de construction du futur navire est officiellement signé entre Viking Line et les chantiers STX Finland. Au cours de l'hiver 2011-2012, alors que les premières pièces sont réalisées au sein des ateliers, Viking Line organise un concours afin de définir le nom du navire. En février, la compagnie annonce que celui-ci sera baptisé Viking Grace.

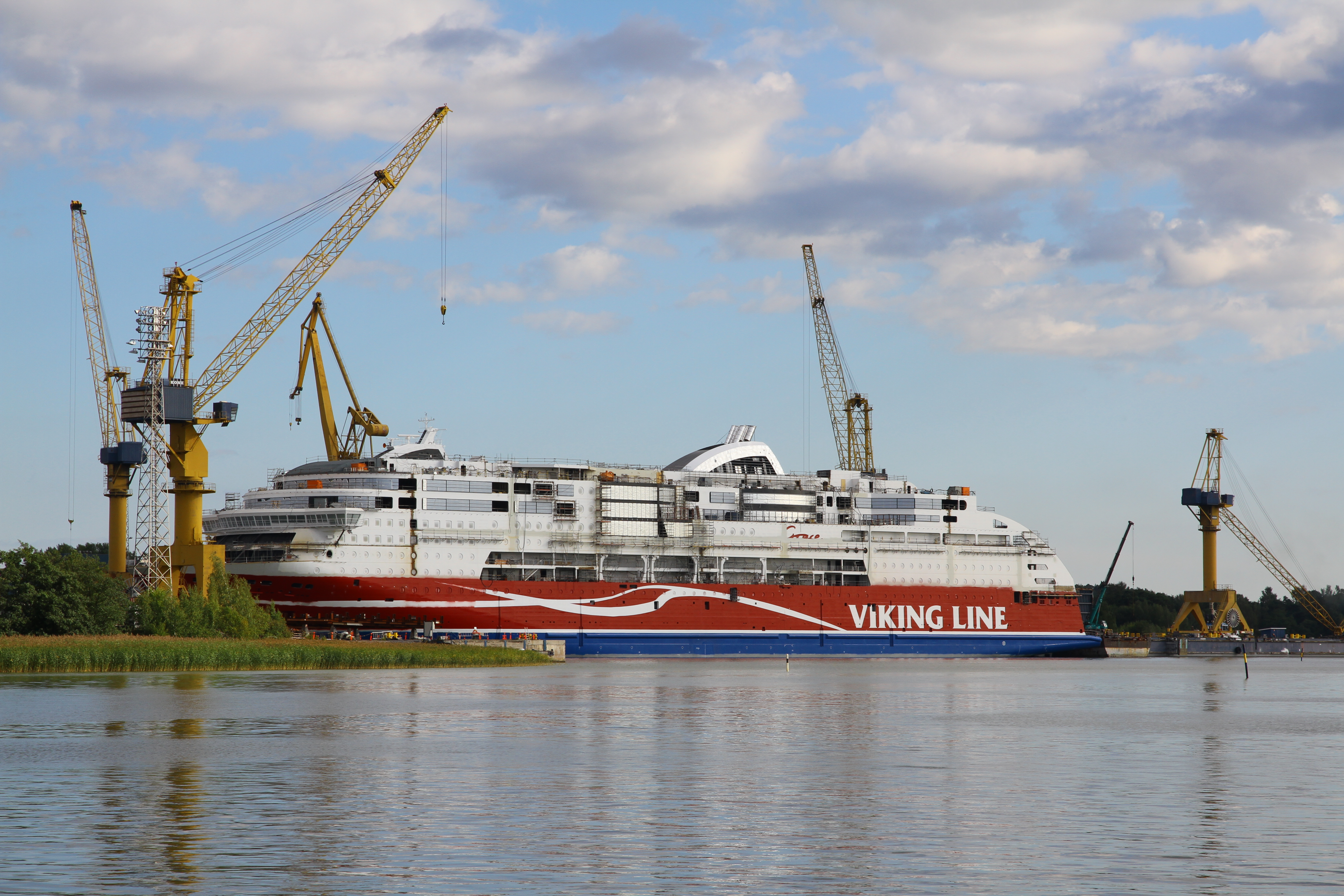
Le Viking Grace peu de temps après sa mise à l'eau en août 2012.

### Construction
La construction du Viking Grace débute le 6 mars 2012 au chantier naval de Perno avec la pose de la quille. Quelques mois plus tard, une fois l'assemblage des blocs terminés, le navire est mis à l'eau le 10 août puis acheminé au quai d'armement le lendemain afin de bénéficier des derniers travaux de finitions. Durant ceux-ci, dans la nuit du 22 au 23 novembre, une fuite d'eau provoquée par une défaillance au niveau d'un des ballasts, occasionnant l'inondation de la salle des machines. L'eau sera cependant rapidement évacuée et la fuite colmatée. En dépit de cet incident, les travaux se poursuivent normalement. À la suite de deux séries d'essais en mer réalisées du 1er au 3 décembre puis du 27 au 30, le Viking Grace est livré à Viking Line le 10 janvier 2013.

### Service
Le 13 janvier 2013, le Viking Grace réalise un premier voyage à vide entre Turku, Mariehamn et Stockholm. Ce voyage d'essai est effectué grâce à la propulsion au GNL, permettant ainsi d'en mesurer l'efficacité. En raison cependant de l'absence de dispositifs pour l'approvisionnement en gaz dans le port de Stockholm, le voyage retour s'effectue au moyen de la propulsion classique au diesel. Le 15 janvier, le navire quitte Turku pour sa première traversée commerciale reliant Turku à Mariehamn et Stockholm. Il supplante sur cet axe le cruise-ferry Isabella qui est retiré de la flotte puis vendu. À partir du mois de mars, le Viking Grace pourra finalement être approvisionné en GNL à Stockholm grâce à l'intervention du petit méthanier Seagas.
Le 19 avril 2014, alors qu'il navigue dans l'archipel de Stockholm non loin de Kapellskär, le navire est heurté de plein fouet par un bateau-taxi qui s'écrase contre son bulbe d'étrave. Les trois passagers qui se trouvaient à bord parviendront à être secourus par des plaisanciers se trouvant à proximité.

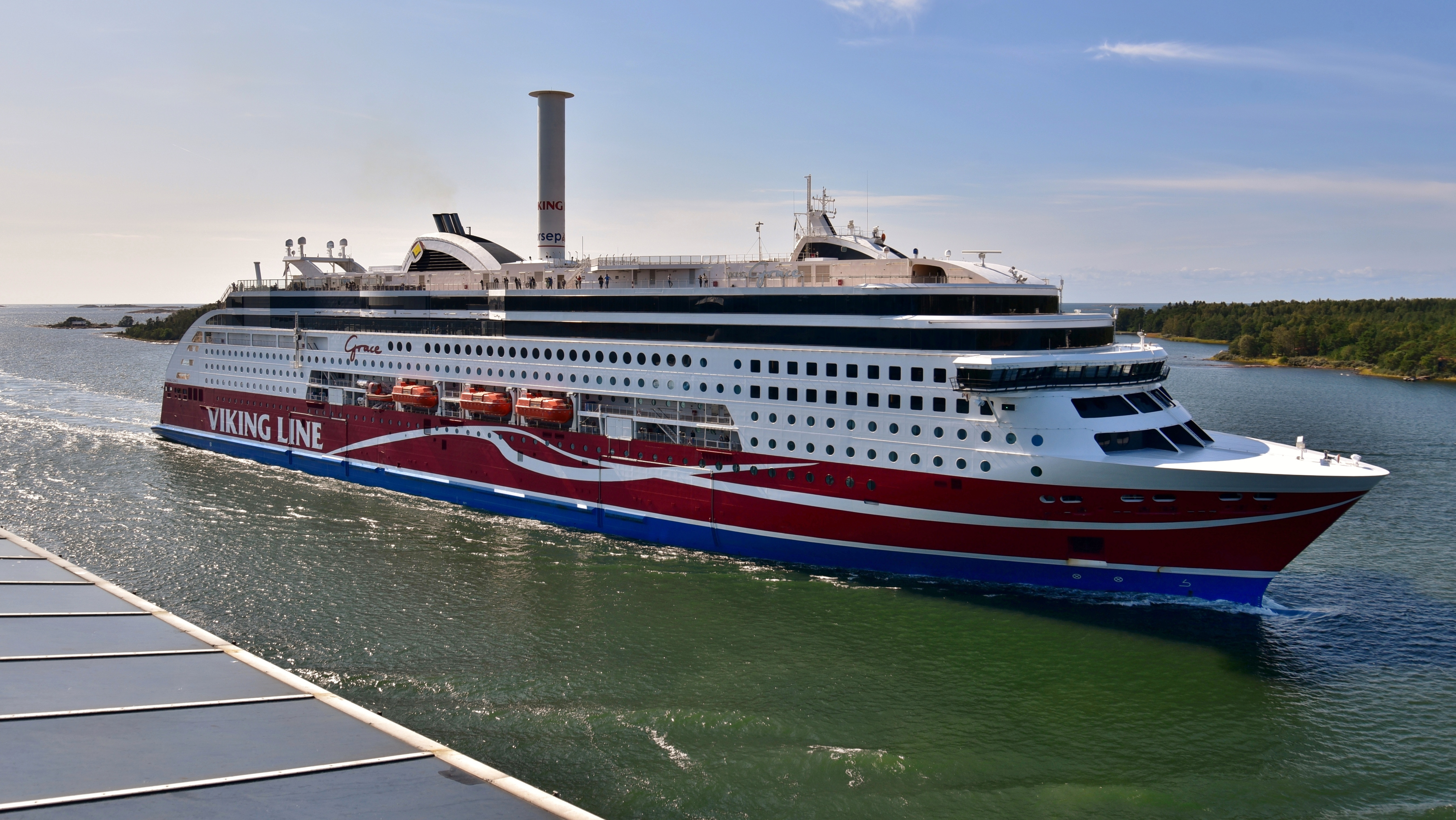
Le Viking Grace équipé d'un rotor dans le cadre de l'expérience menée par la société Norsepower.

En avril 2018, Viking Line accepte de mettre à disposition le Viking Grace dans le cadre de l'expérimentation d'un prototype de rotor conçu par l'entreprise finlandaise Norsepower. Ce test doit permettre de savoir si l'énergie électrique produite par ce rotor au moyen de l'effet Magnus est suffisante pour réduire la consommation de carburant du navire. Ainsi, du 9 au 12 avril, le Viking Grace est temporairement retiré du service afin que le rotor puisse être mis en place. La pièce de 24 mètres de haut et 4 mètres de diamètre est installée au centre du navire en avant de la cheminée.
Au cours de l'année 2020, malgré les restrictions mises en place en raison de la pandémie de Covid-19 ayant pour conséquence une importante perturbation des services de Viking Line, la ligne Turku - Mariehamn - Stockholm assurée par le Viking Grace demeure maintenue. Le 21 novembre cependant, l'exploitation du navire est perturbée par un incident, alors qu'il entame son demi-tour en vue de son accostage à Mariehamn, une forte rafale le fait s'échouer non loin du terminal. Si la coque n'a subi aucun dégât majeur, le navire ne peut cependant pas se dégager par ses propres moyens. En attendant une éventuelle accalmie et la venue de remorqueurs, les 331 passagers passent la nuit à bord. Le lendemain, le Viking Grace parvient à être dégagé grâce à l'intervention des remorqueurs Zeus of Finland et Kraft. Le cruise-ferry quitte ensuite Åland à 13h15 afin de rejoindre Turku où les passagers et le fret sont débarqués. À la suite d'une courte visite aux chantiers Turku Shiprepair de Naantali du 24 au 29 novembre, le Viking Grace reprend son service ce même jour.
En avril 2021, la phase de test du rotor de l'entreprise Norsepower arrive à son terme. Les résultats de l'expérience concluront à une réduction de la consommation annuelle du navire de l'ordre de 207 à 315 kW, soit l'équivalent de 231 à 315 tonnes de fioul. Du 26 au 29 avril, le Viking Grace est temporairement immobilisé afin que le rotor soit démonté.

## Aménagements
Le Viking Grace possède 13 ponts. Les locaux passagers se situent sur la totalité des ponts 6 à 12 et une partie du 5 tandis que ceux de l'équipage occupent principalement le pont 5. Les ponts 3 et 4 sont pour leur part consacrés aux garages ainsi qu'une partie du pont 5 au centre.

### Locaux communs
À l'instar de la plupart des navires de la flotte, le Viking Grace est équipé d'un grand nombre d'installations d'une qualité semblable à celles d'un navire de croisières. Situées en grande majorité sur les ponts 11, 10 et 9, elles comptent notamment un restaurant à la carte, un restaurant buffet, une cafétéria, plusieurs bars et des espaces commerciaux très développés.
Les installations du cruise-ferry sont organisées de la manière suivantes :
- Club Vogue : bar-spectacle sur deux étages situé sur les ponts 10 et 11 à l'arrière du navire ;
- Rockmore Bar : pub avec terrasse situé sur le pont 10 au milieu du navire du côté tribord ;
- Retro Bar & Dancing : bar avec piste de danse situé à l'opposé du pub ;
- Seamore Champagne Lounge : bar apéritif situé sur le pont 11 à proximité du restaurant ;
- The Buffet : restaurant buffet situé au pont 10 à l'avant du navire ;
- Oscar à la Carte : restaurant à la carte situé à l'avant du pont 11 ;
- Frank's Casual Dining : restaurant situé sur le pont 11 au milieu ;
- Sweet & Salty : cafétéria située sur le pont 10 au milieu ;

En plus de ces installations, le Viking Grace dispose d'une vaste galerie marchande à l'arrière du pont 9. Au milieu de ce même pont se trouve un espace destiné aux conférences composé d'un auditorium et des salles individuelles. Un centre de bien-être est situé sur le pont 11 au milieu du navire. Enfin, le Viking Grace est également équipé de nombreux ponts extérieurs où des bancs, des canapés et des tables sont à la disposition des passagers.

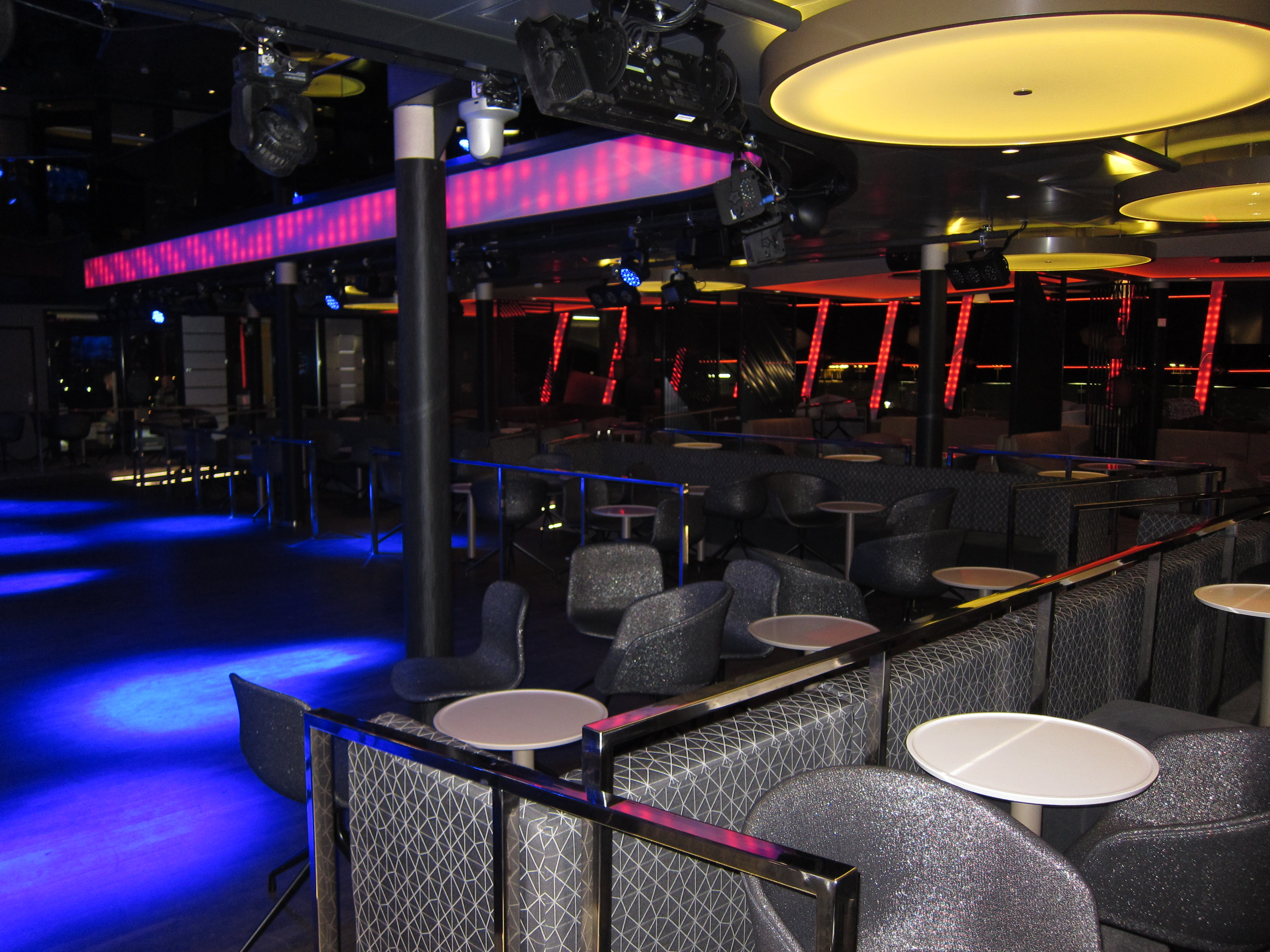
Bar-spectacle Club Vogue, à la poupe
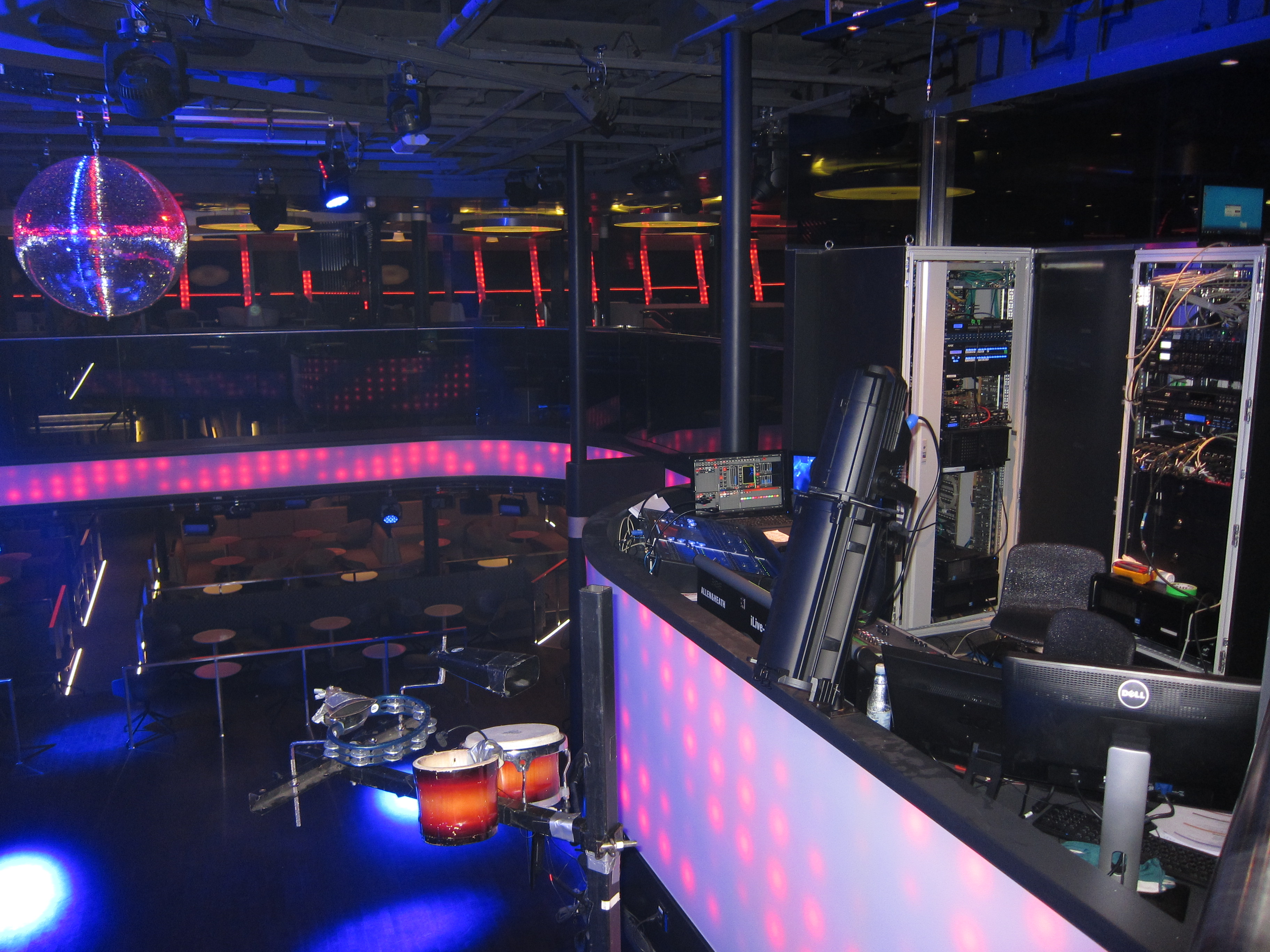
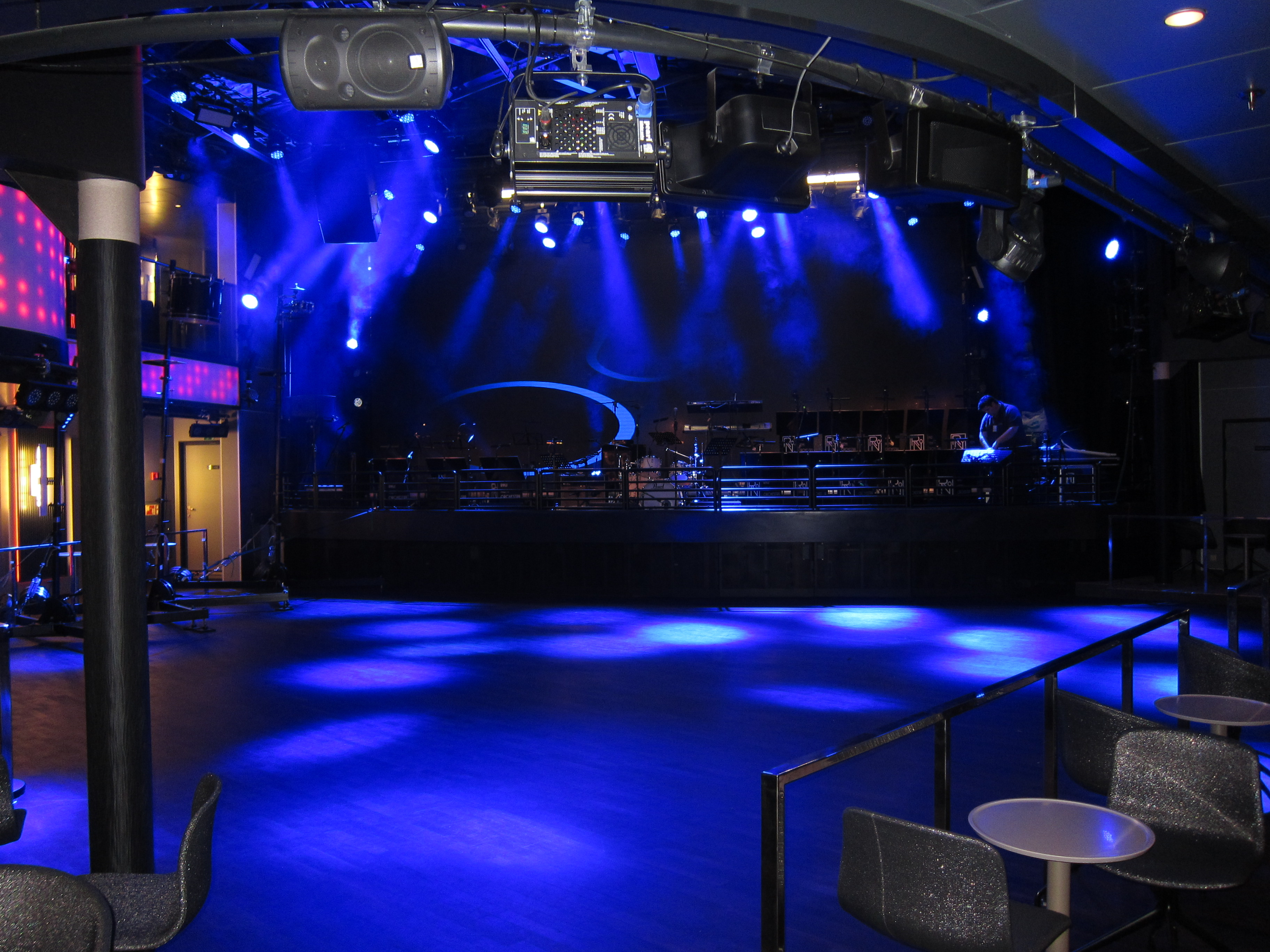
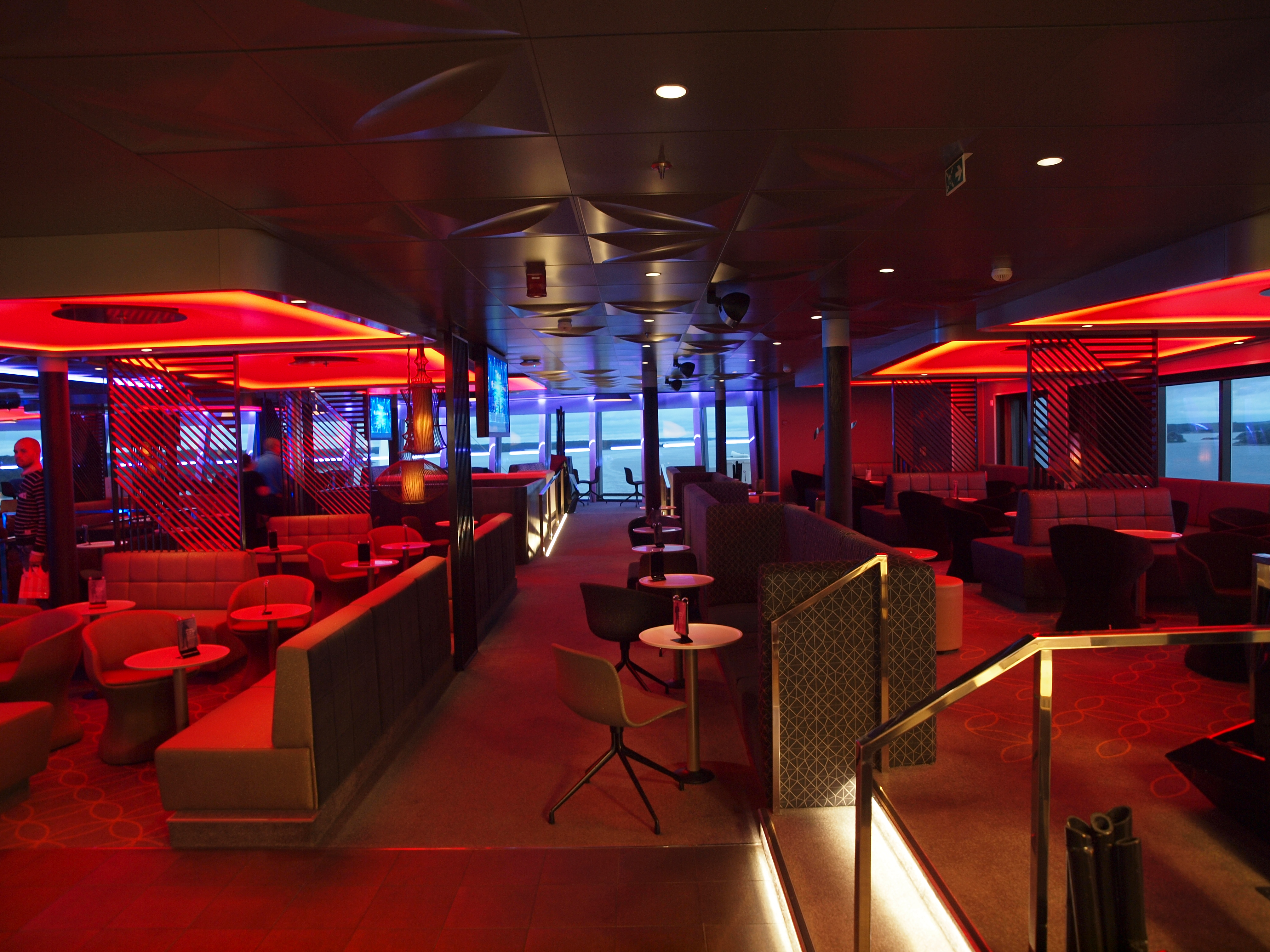
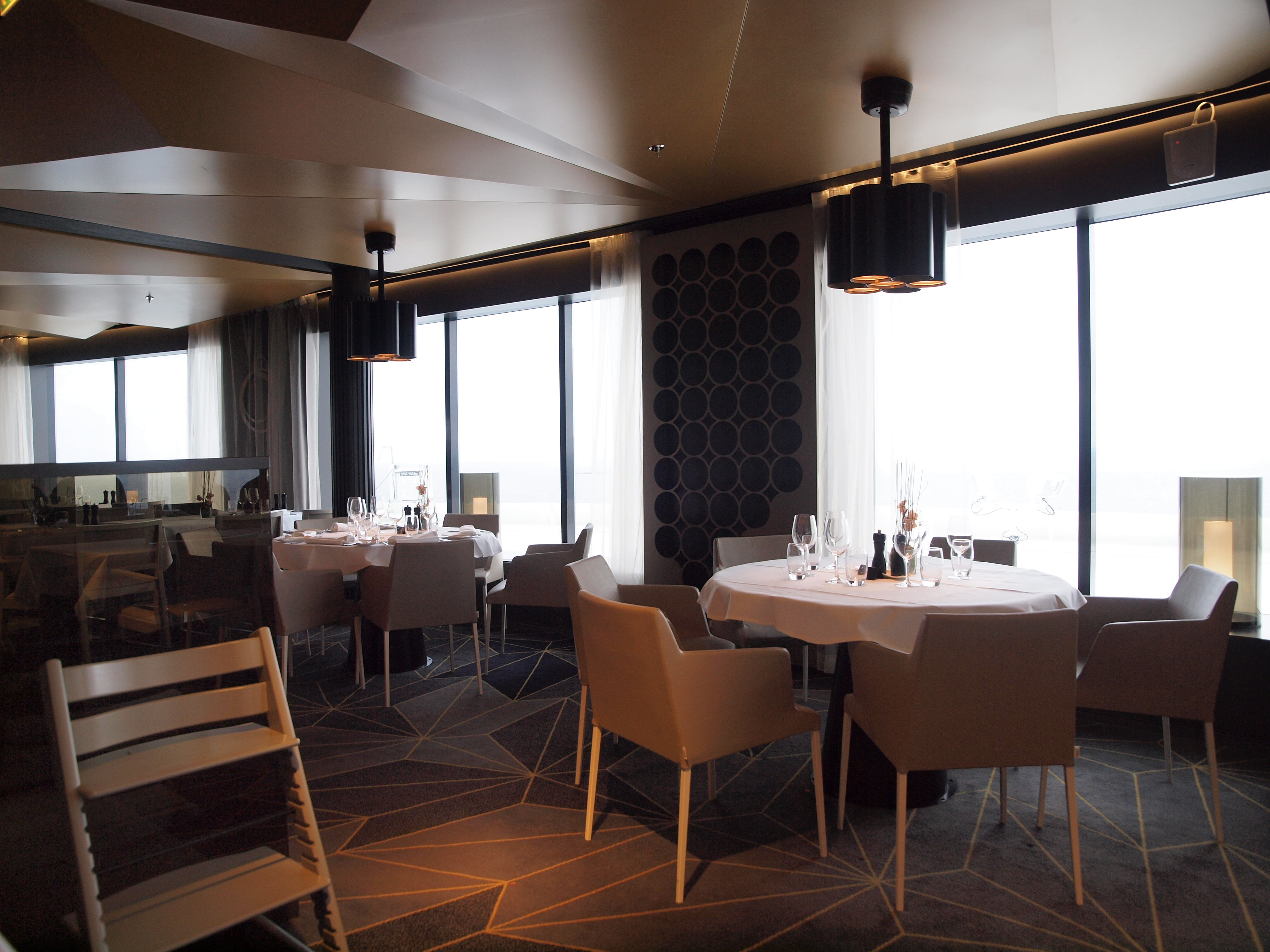
Restaurant Oscar à la Carte
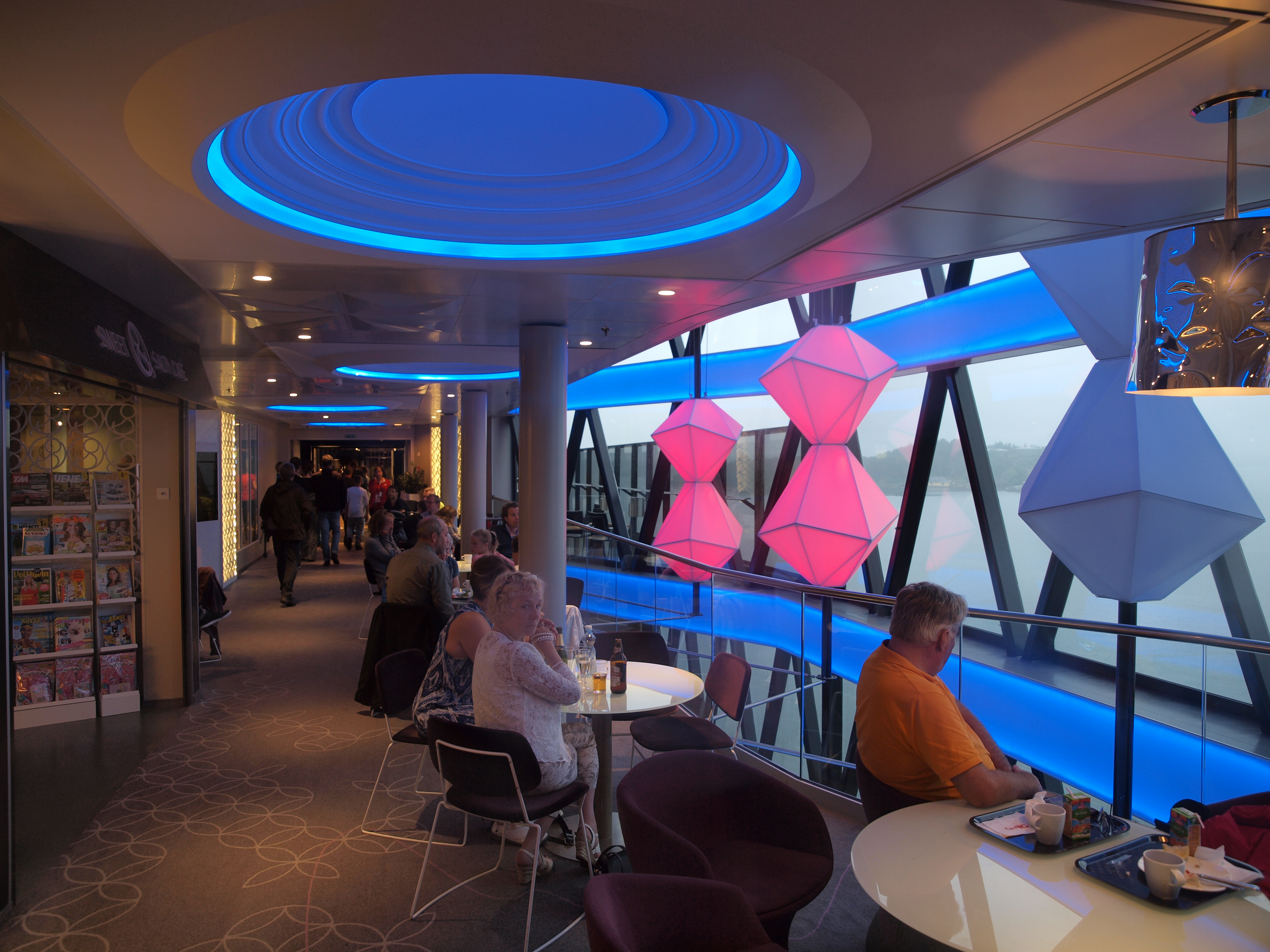
Atrium principal
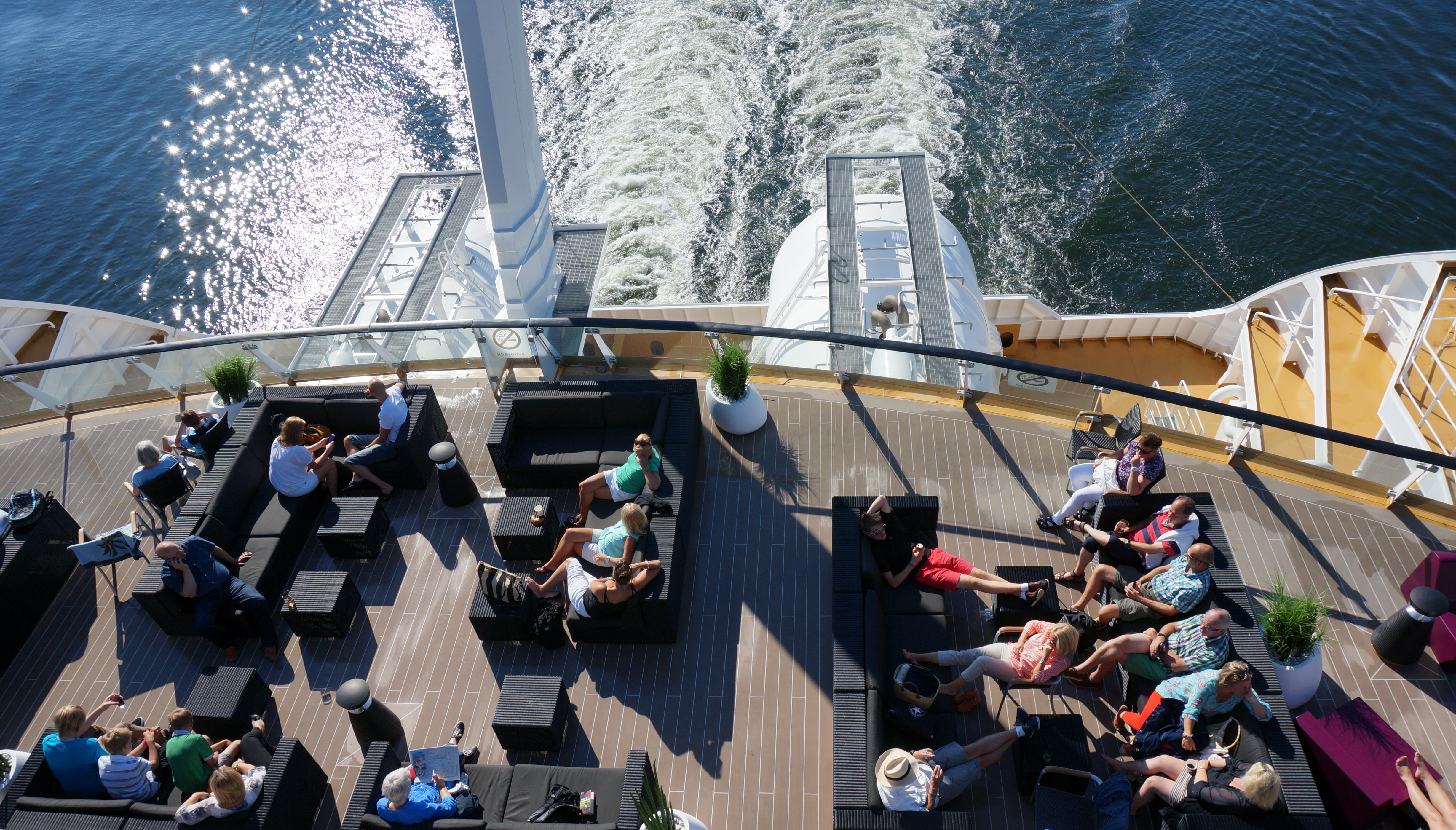
Terrasse extérieure
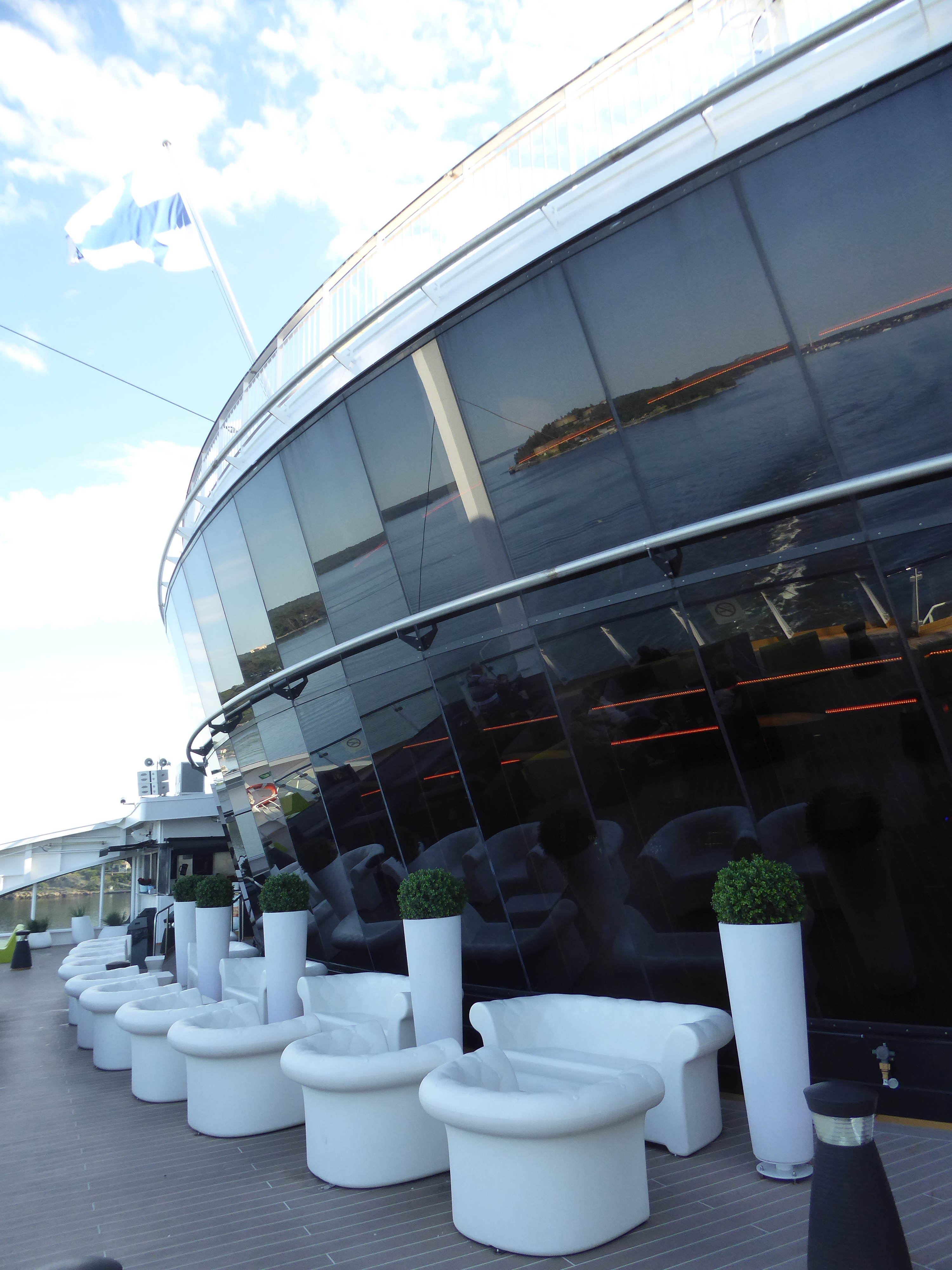
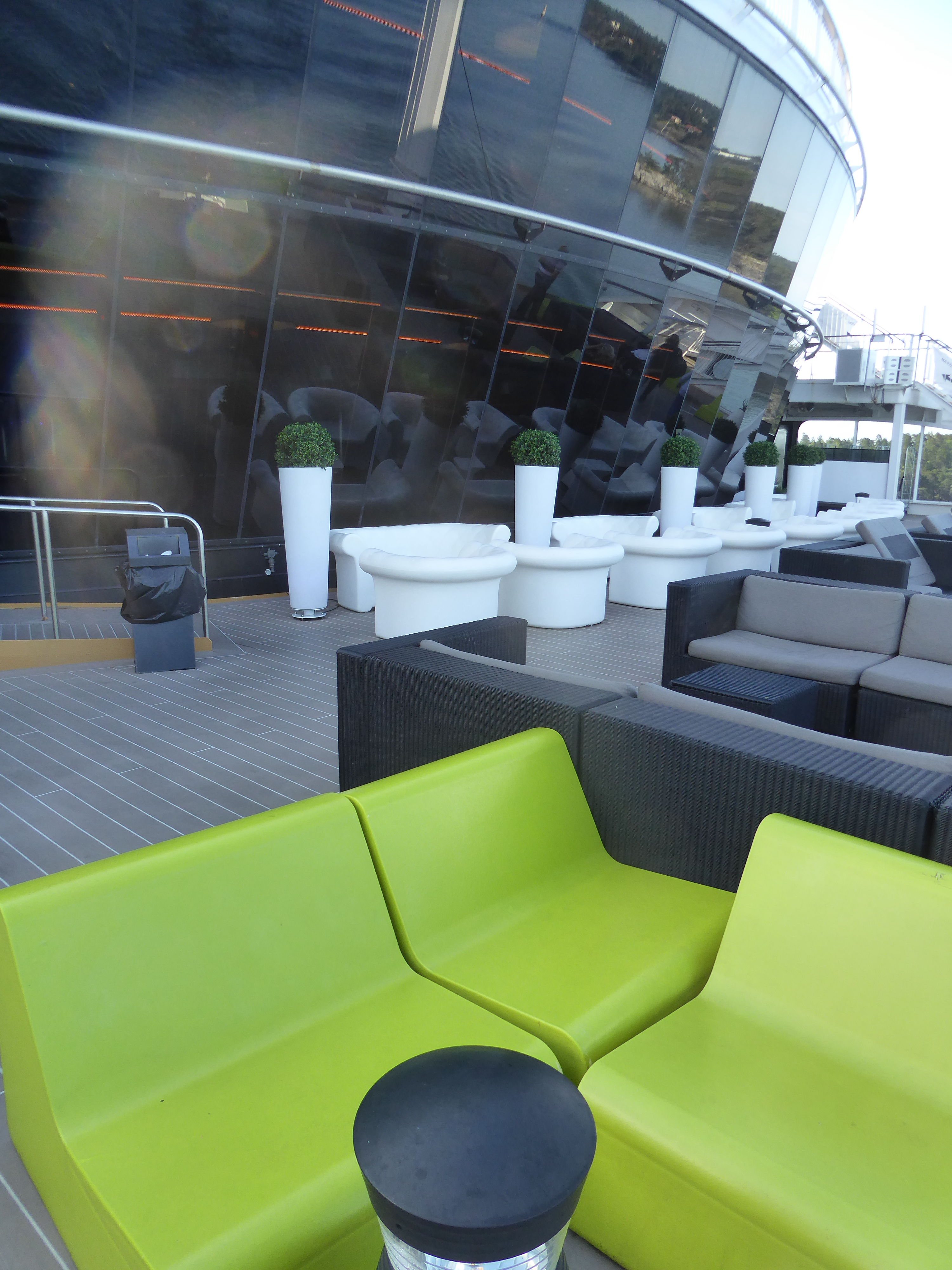
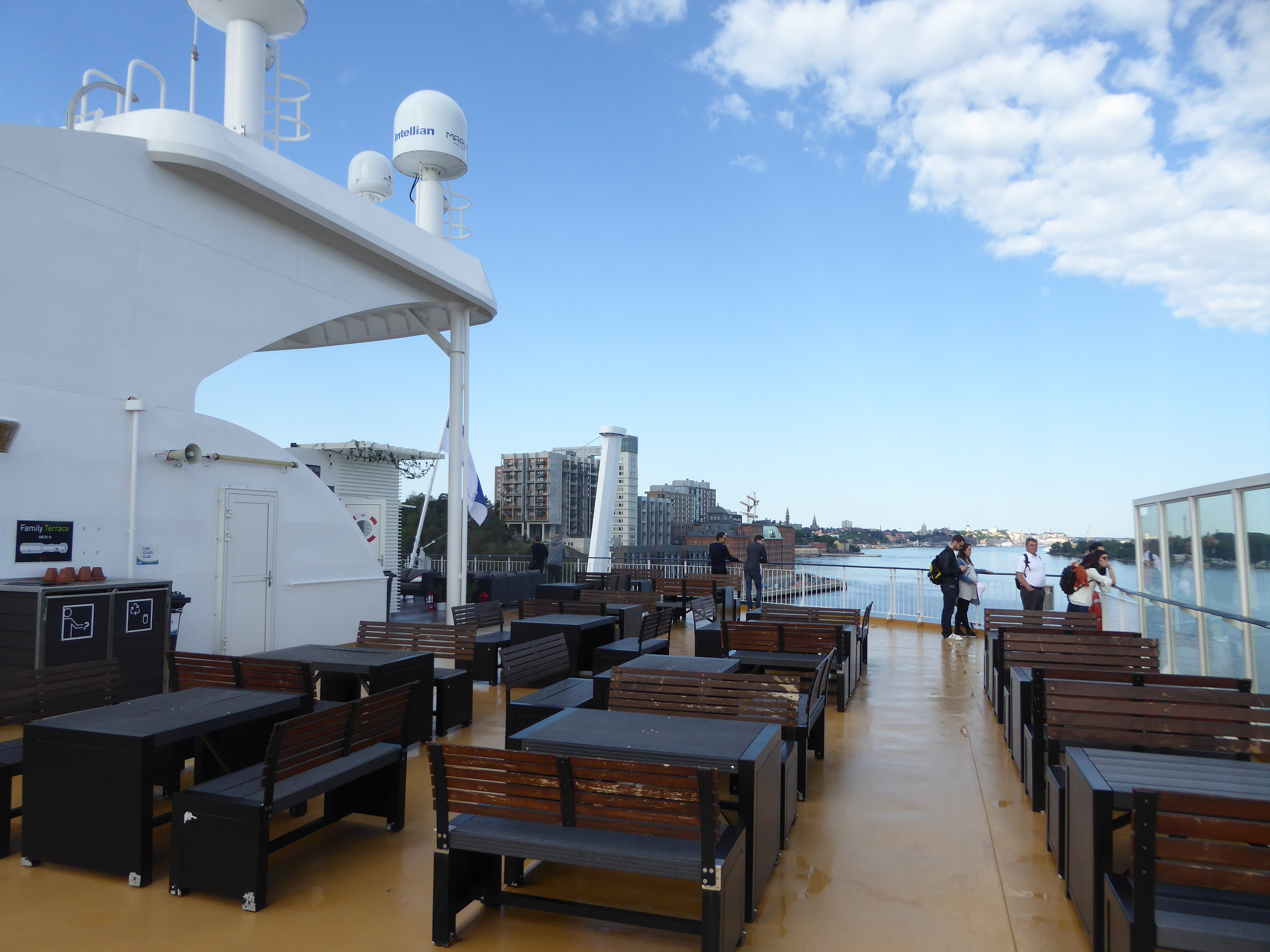

### Cabines
Le Viking Grace possède 880 cabines situées majoritairement sur le pont 8 ainsi que sur une partie des ponts 9, 7, 6 et 5 . Les cabines standards, internes ou externes, sont équipées de deux à quatre couchettes ainsi que de la télévision et de sanitaires comprenant douche, WC et lavabo. Certaines d'entre elles disposent d'un grand lit à deux places.
Le navire propose également des suites. Des cabines accessibles aux personnes à mobilité réduite ou aux animaux sont également présentes.

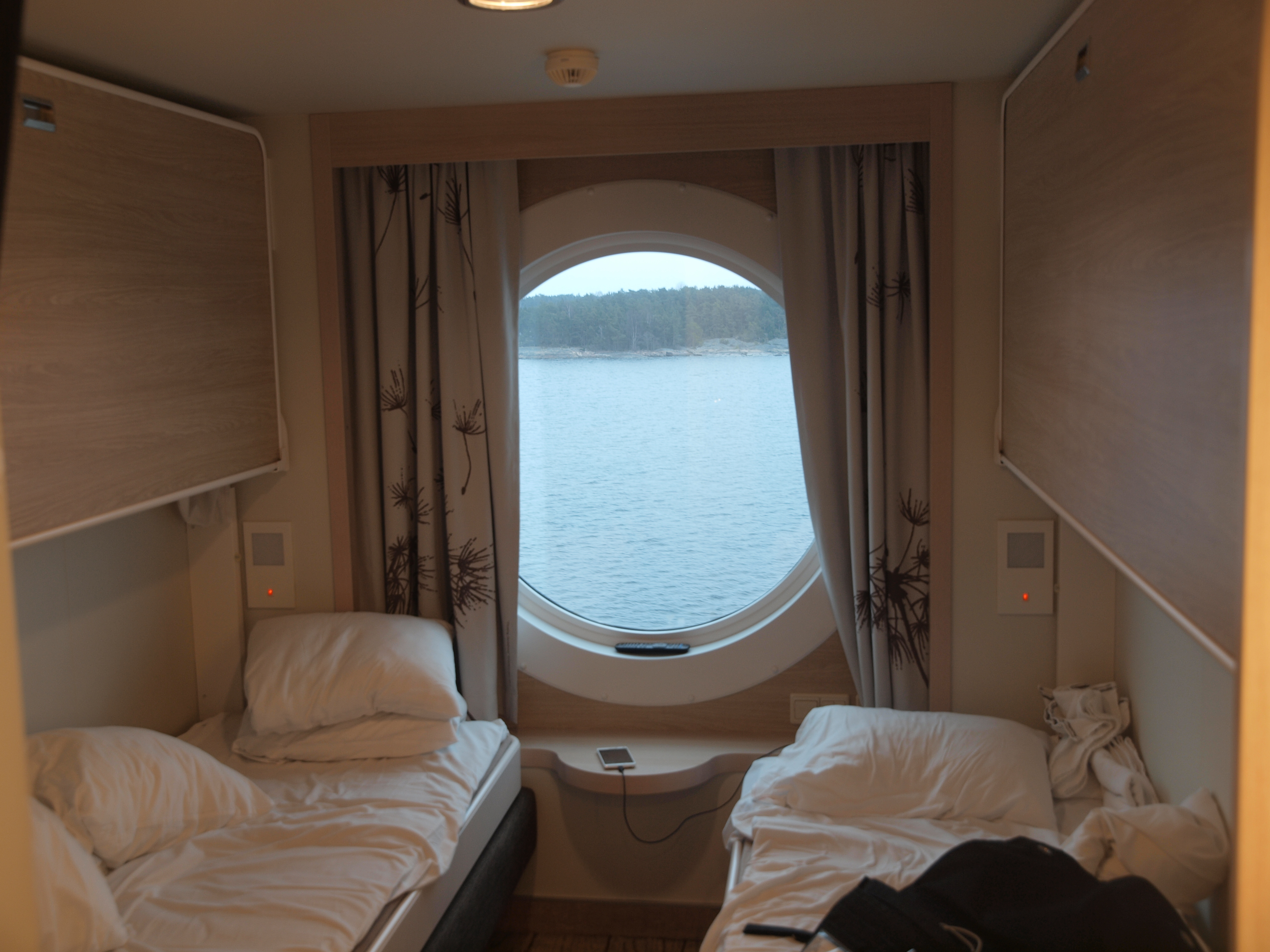
Cabine extérieure standard pouvant accueillir jusqu'à quatre personnes
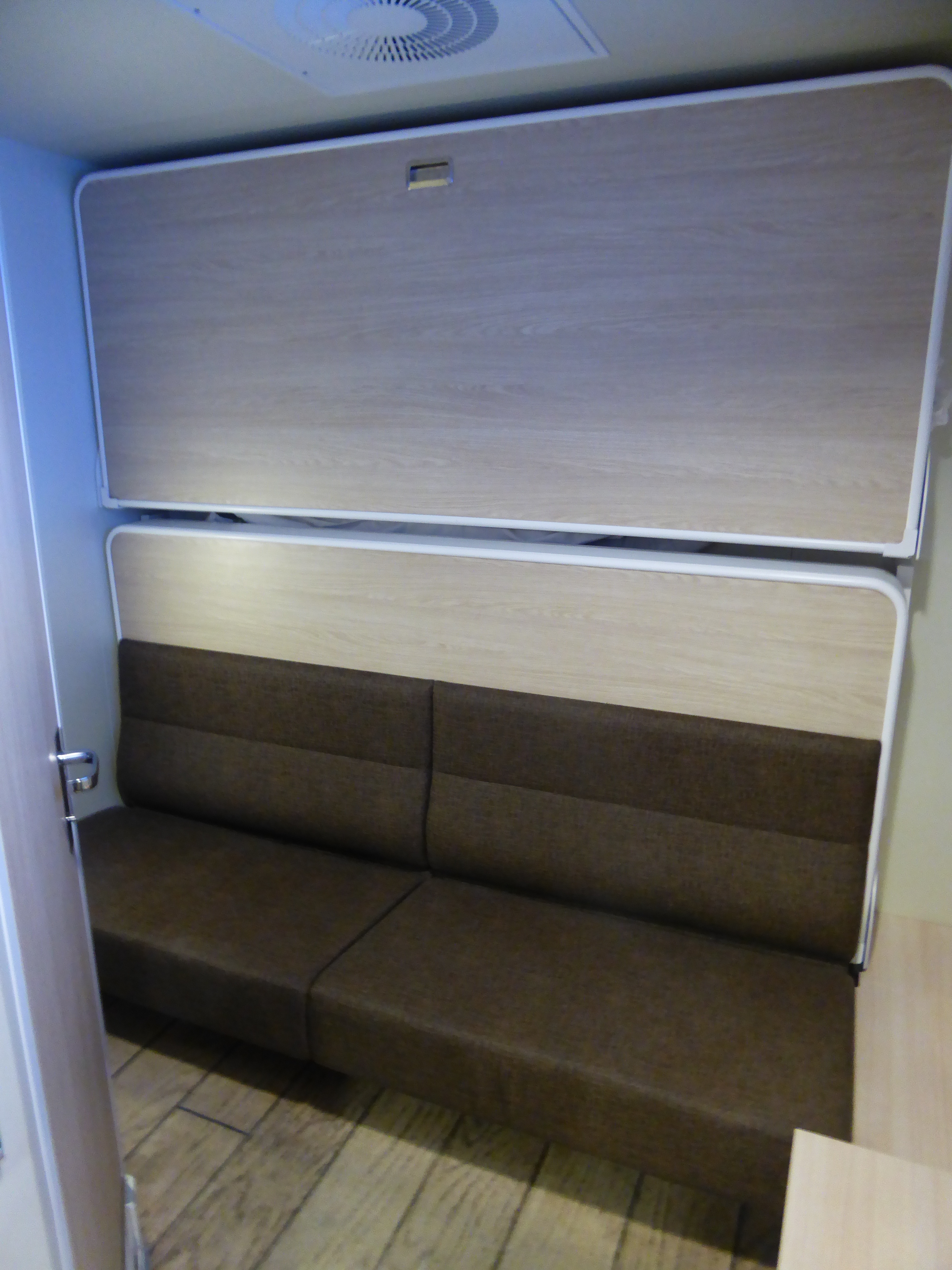
Cabine interne pour deux personnes avec lits superposés
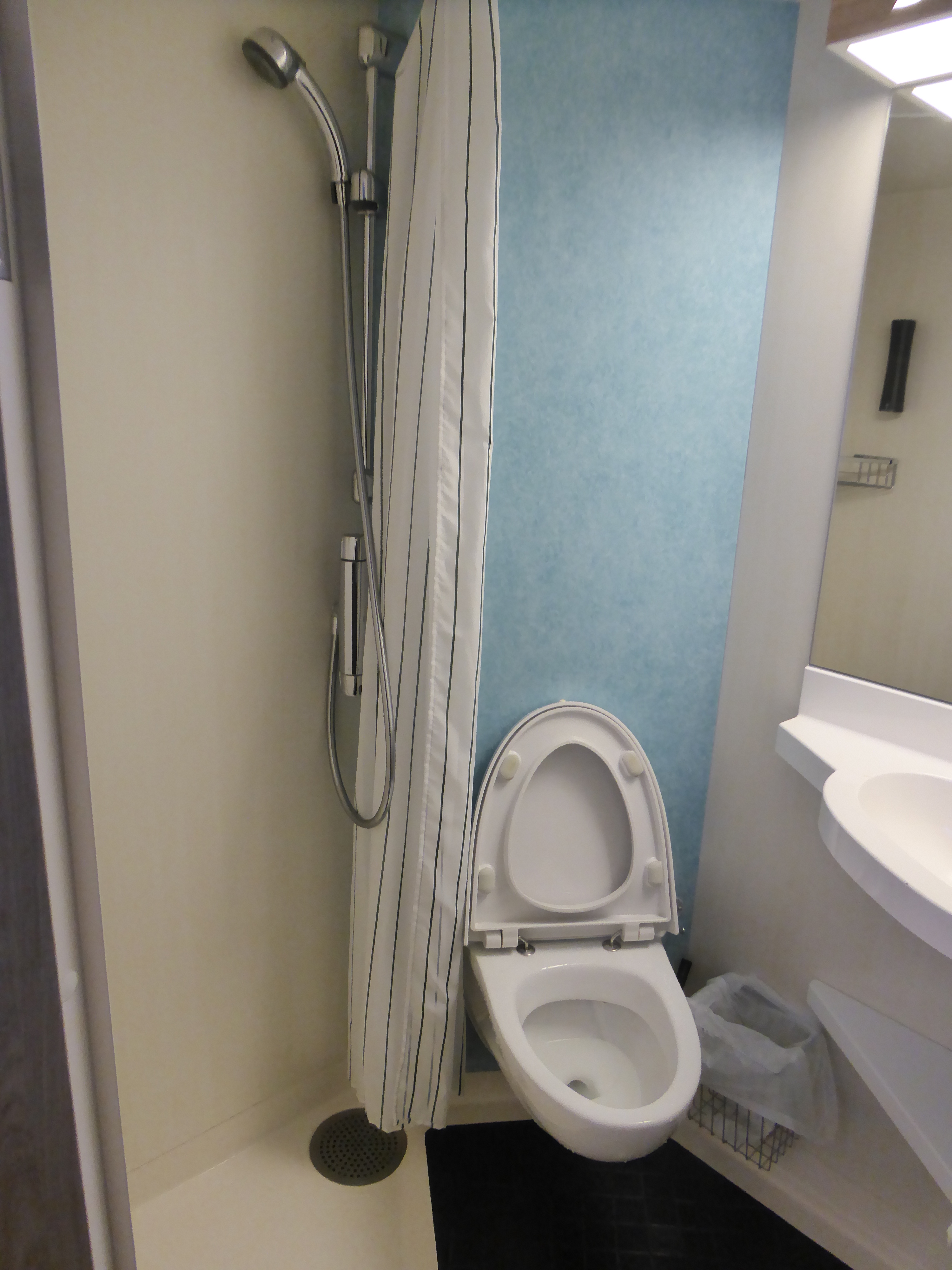
Sanitaires équipés d'une douche, d'un WC et d'un lavabo.

## Caractéristiques
Le Viking Grace mesure 218,60 mètres de long pour 31,80 mètres de large et son tonnage est de 57 565 UMS. Le navire a une capacité de 2 800 passagers et son garage peut accueillir 500 véhicules répartis sur deux niveaux et demi. Le garage est accessible par une large porte-rampe située à l'arrière et une porte-rampe avant. La propulsion est assurée par quatre moteurs hybrides Wärtsilä 8L50DF propulsés au diesel ainsi qu'au gaz naturel liquéfié, développant une puissance de 30 400 kW entraînant deux hélices à pas variable faisant filer le bâtiment à une vitesse de 22 nœuds. Le Viking Grace possède six embarcations de sauvetage fermées de grande taille, trois sont situées de chaque côté vers le milieu du navire. Elles sont complétées par deux canots semi-rigides. En plus de ces principaux dispositifs, le navire dispose de plusieurs radeaux de sauvetage à coffre s'ouvrant automatiquement au contact de l'eau. Le navire est doté de deux propulseurs d'étrave et d'un propulseur arrière facilitant les manœuvres d'accostage et d'appareillage ainsi que de stabilisateurs anti-roulis. Il est également équipé d'une coque brise-glace classée 1 A Super.

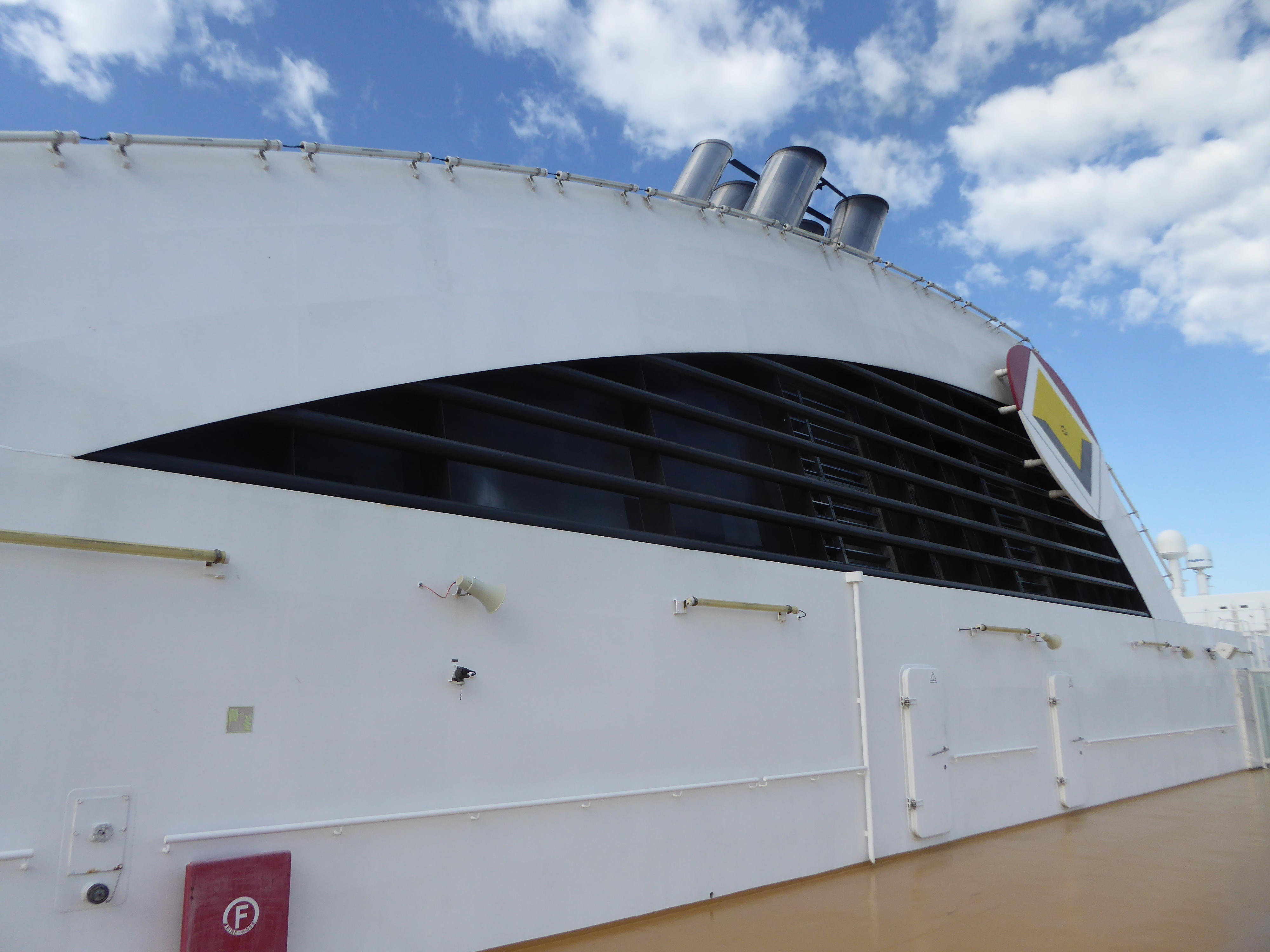
Cheminée
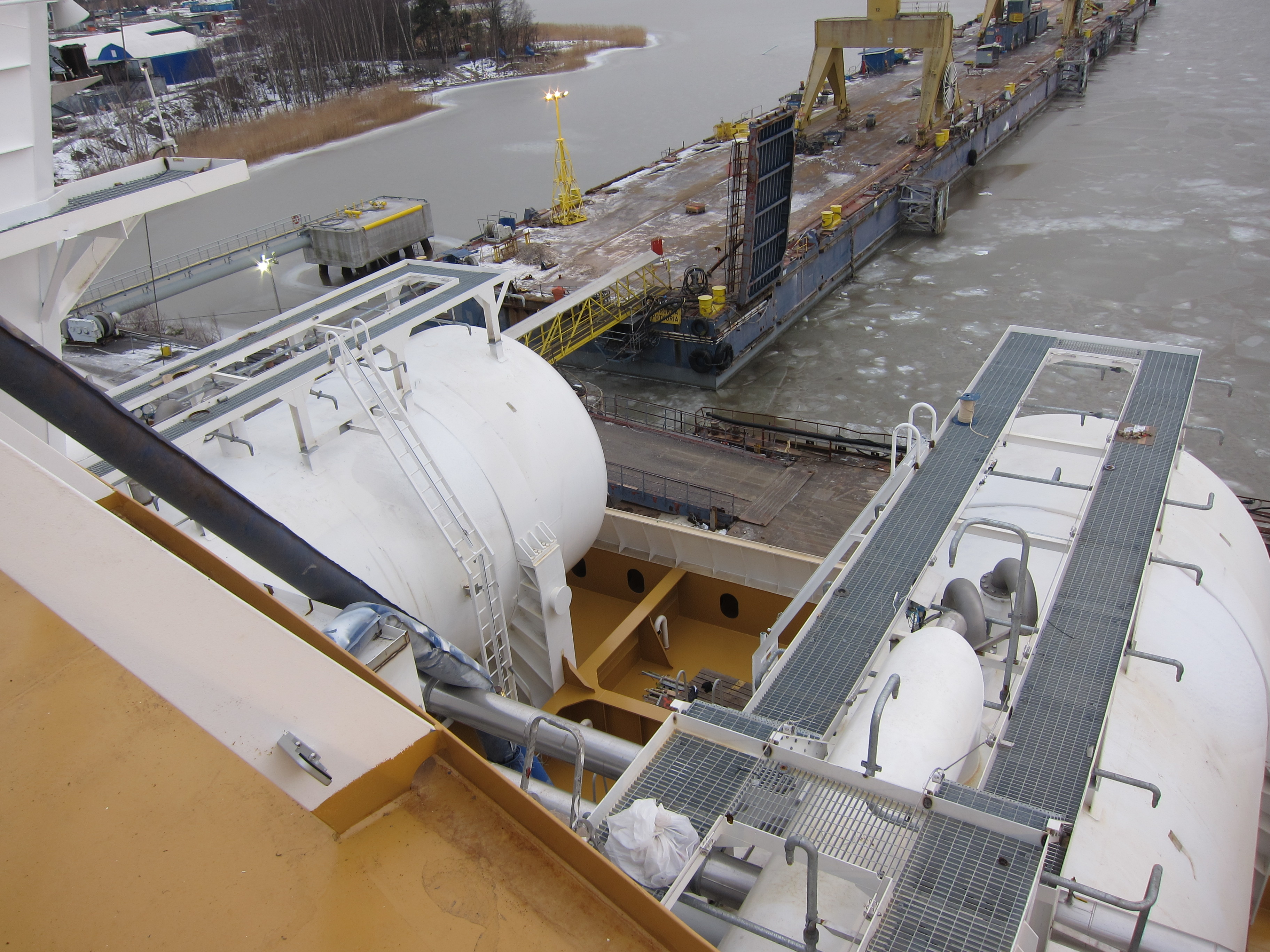
Citernes contenant le GNL
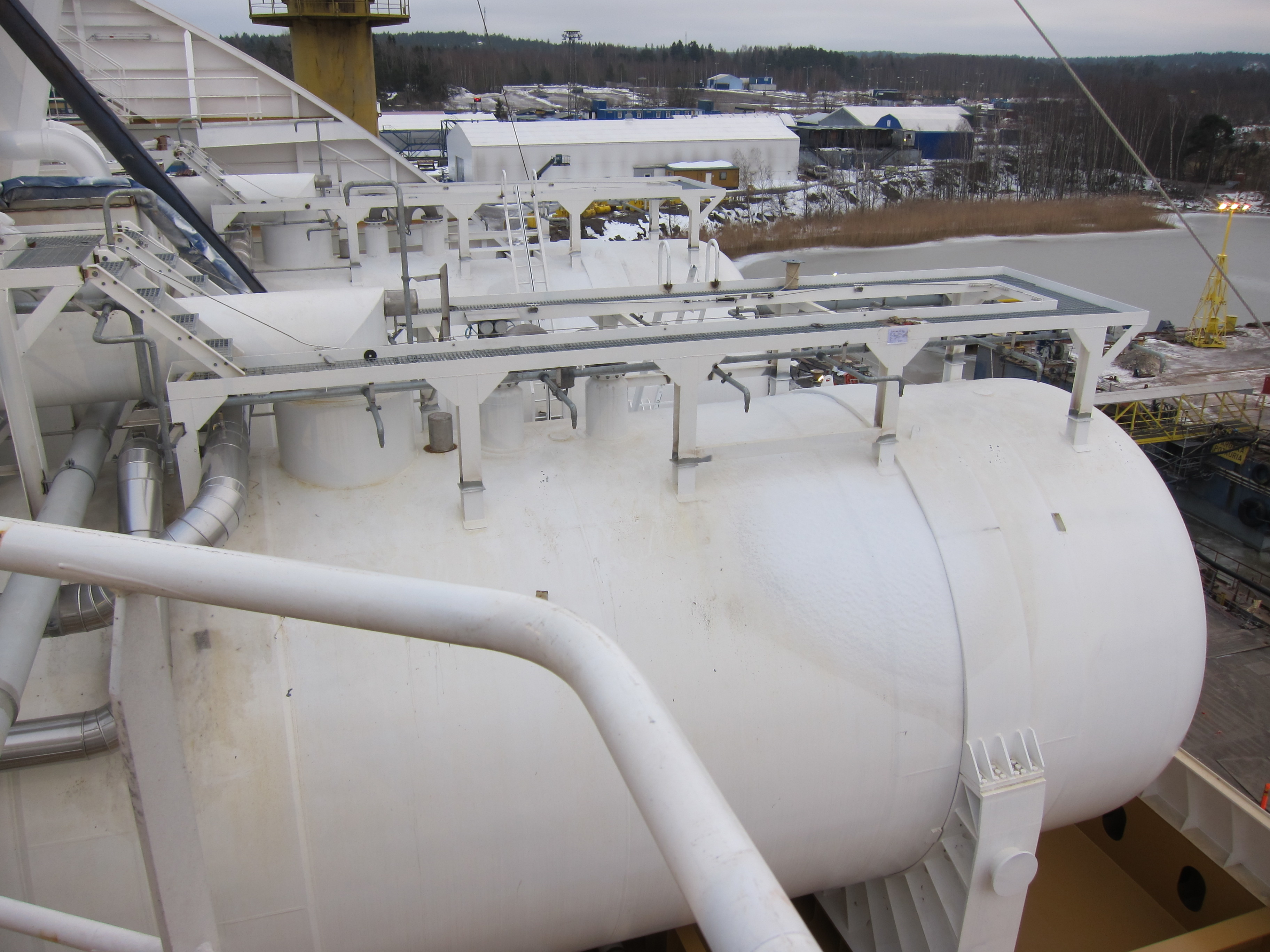

## Lignes desservies
Depuis sa mise en service, le Viking Grace est affecté à la liaison Turku - Mariehamn - Stockholm qu'il effectue en traversée de nuit ainsi qu'en traversée de jour.